# 강신업
강신업(姜新業, 1964년 12월 28일 ~ )은 대한민국의 변호사이자 대학 교수 겸 정치평론가이다.

## 주요 경력
- 변호사 출신
- 바른미래당 대변인
- 대한변호사협회 공보이사